# Eritrea italiana
La Eritrea italiana fue la primera colonia del Reino de Italia en África. Oficialmente fue creada en 1890 y anulada en 1947.

## Historia

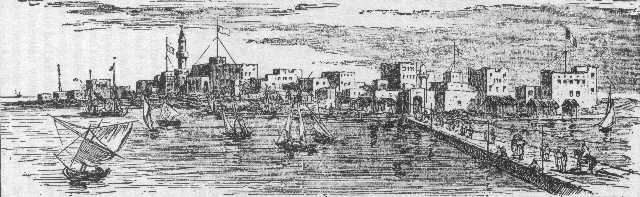
El puerto de Massawa en un grabado del. Fue fundado por los árabes y luego modernizado y expandido por los italianos.

La colonia de Eritrea fue establecida por Italia en 1890 culminando un proceso de colonización que había empezado en 1869 directamente después de la apertura del canal de Suez. La empresa italiana de navegación Rubattino compró la Bahía de Asab a unos sultanes para construir un puerto de servicios para su flota comercial. El 10 de marzo de 1882, el gobierno italiano adquirió la tierra de Assab de la empresa italiana. Poco a poco las fuerzas italianas fueron conquistando la costa entera hasta ocupar la ciudad portuaria de Massawa el 5 de febrero de 1885.
Ignorando protestas diplomáticas y sosteniendo confrontaciones abiertas con los pueblos indígenas y las otras potencias que tenían intereses en la zona (egipcios, turcos y el rey Juan IV de Abisinia), Italia procedió a conquistar un territorio que proclamó colonia italiana de Eritrea el 1 de enero de 1890. 
La Eritrea italiana se convirtió en la primera colonia del Reino de Italia en África y recibió una numerosa colonia de italianos, que le dieron un enorme desarrollo. En el censo de 1939 en Eritrea había casi 100.000 italianos en una población total de un millón de habitantes, siendo la capital Asmara el centro de un desarrollo arquitectónico e industrial de primer orden en África.
Los italianos en Eritrea promovieron la iglesia católica, desarrollaron la agricultura, la industria básica y el comercio, pero sobre todo crearon una infraestructura de carreteras, ferrocarriles, puertos, hospitales, etc. que es todavía fundamental en Eritrea. El ferrocarril entre Asmara y Massawa, construido durante el Fascismo, es todavía uno de los principales en el "Cuerno de África". 
Los italianos se quedaron hasta 1941, cuando en el transcurso de la Segunda Guerra Mundial todas las colonias italianas fueron tomadas por los aliados, entre ellas Eritrea, que fue ocupada por Gran Bretaña.

## Desarrollo de Asmara

La Eritrea italiana fue una provincia del África Oriental Italiana (1936-1941).

Asmara se convirtió en la capital de Eritrea en 1900, substituyendo a Massawa, principalmente por su clima fresco, ya que se halla a más de 2200 metros sobre el nivel del mar.
Asmara estaba poblada desde principios del siglo XX por una numerosa colonia italiana: la ciudad tenía un aspecto típicamente italiano durante el Fascismo. Actualmente Asmara es conocida mundialmente por su arquitectura en estilo art déco: las Naciones Unidas la consideran un "World Heritage center". 
Asmara posee edificios como el "Art Deco", Cinema Impero, la "Cubista", Pensione Africa, la iglesia ortodoxa Tewahdo, el teatro de la Opera, la construcción "futurista" Fiat Tagliero, la "neoromanica" Catedral católica de Asmara y el "neoclassico" Palacio del Gobernador. La ciudad está llena de preciosas villas y mansiones en estilo "colonial italiano".
Asmara tenía una población de 98.000 habitantes, de los cuales 53.000 eran italianos, según el censo de 1939. Este hecho hizo que Asmara fuera considerada la principal "ciudad italiana" en el "África Oriental Italiana" y fuera consiguientemente promocionada por el régimen de Mussolini, para que se convirtiera en un ejemplo de su política ante los ojos del mundo. En 1940 había casi 100.000 italianos en Eritrea, que desarrollaron una considerable industria mecánica y manufacturera..
El inicio de la guerra bloqueó el enorme desarrollo de la ciudad, que sufrió las consecuencias de la derrota italiana de 1941.
Muchas industrias fueron desmanteladas por los ingleses, como botín de guerra, y trasladadas a Sudáfrica, desatando una grave crisis económica después de 1945. Con la derrota los italianos empezaron a ser perseguidos y atacados, reduciéndose en número.
La colonia italiana fue alejándose siempre más en los decenios sucesivos, especialmente cuando Eritrea pasó a ser parte de Etiopía oficialmente en 1947, y actualmente está reducida a pocas decenas de viejos colonos italianos sobrevivientes.

## Rastros de la presencia italiana

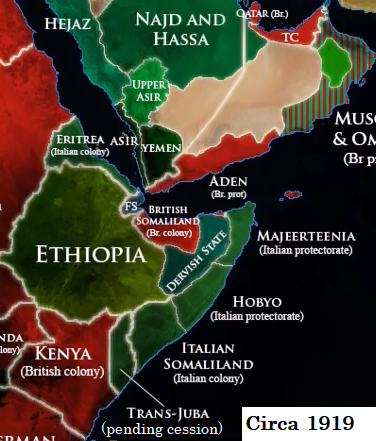

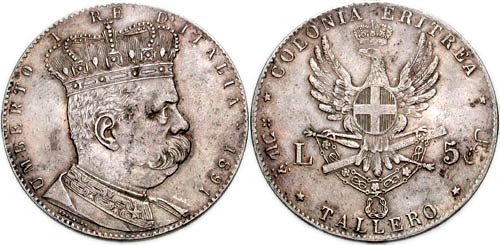
Tálero eritreo, moneda usada en la Eritrea italiana entre 1890 y 1936.

En 1887 los italianos construyeron el primer tramo de la línea ferroviaria entre Massawa y el Fuerte militar de Saati, llegando a Asmara en 1911. Dicha línea ferroviaria, abierta en 1901, fue suspendida definitivamente en 1978, siendo reactivada entre 1994 y 2003. Constituye la única línea férrea del país.
Durante el fascismo, la colonia fue objeto de un ambicioso proyecto de modernización y de «occidentalización» llevado adelante por el gobernador Jacopo Gasparini, construyéndose numerosos edificios públicos y privados para uso civil y militar. Todavía hoy, la capital Asmara y la ciudad de Massawa presentan diversos edificios y monumentos como testimonios de la obra italiana. 
Existe todavía (en el 2022) el Pidgin italiano de Eritrea, una lengua hablada en Eritrea (especialmente en la capital) por los eritreos autóctonos y que es derivada de una mezcla del italiano con el lenguaje eritreo. Este pidgin tiene un enorme parecido con el Pidgin italiano de Somalia, que fue otra colonia italiana en la mitad del siglo XX.

### Obras de arquitectura italiana
- Palacio Presidencial de Asmara: construcción de estilo neoclásico, 1897.
- Catedral de San José: Catedral en estilo neorrománico, 1922, obra del arquitecto Oreste Scanavini.
- Municipalidad de Asmara: edificio de estilo art déco, años 1930.
- Edificio del Banco Mundial en Asmara: edificio en estilo art déco
- Cinema Impero: construcción de estilo futurista y art déco, 1937, obra del arquitecto Mario Messina.
- Fiat Tagliero: estación de servicio de estilo futurista, 1938, obra del arquitecto Giuseppe Pettazi.

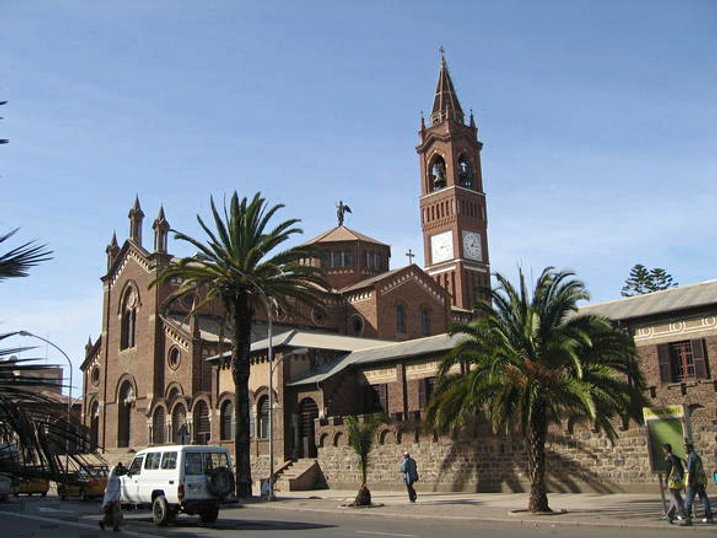
Iglesia de la Virgen del Rosario en Asmara, construida por los italianos en 1923.
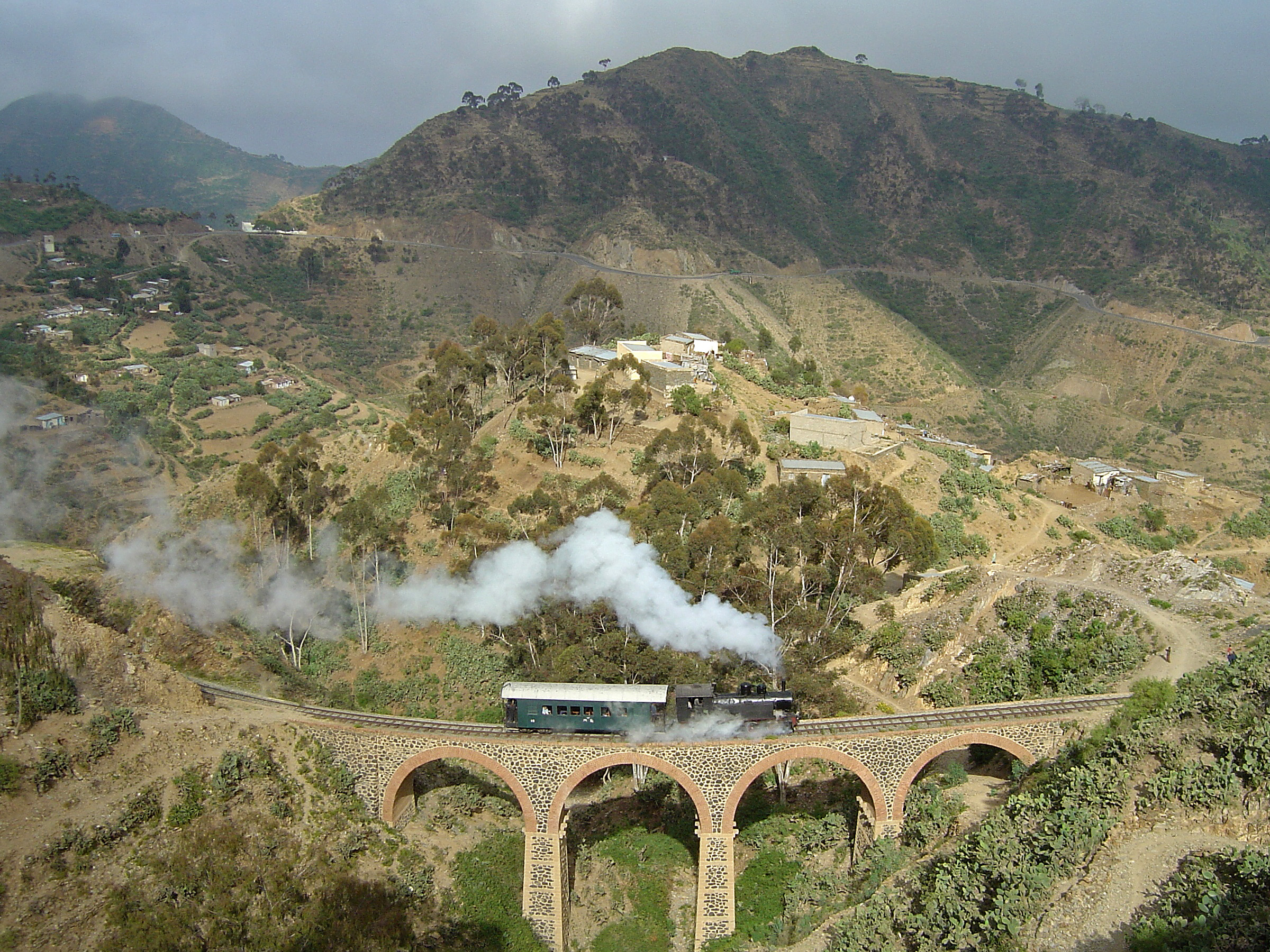
Línea ferroviaria construida por los italianos, aún en uso.
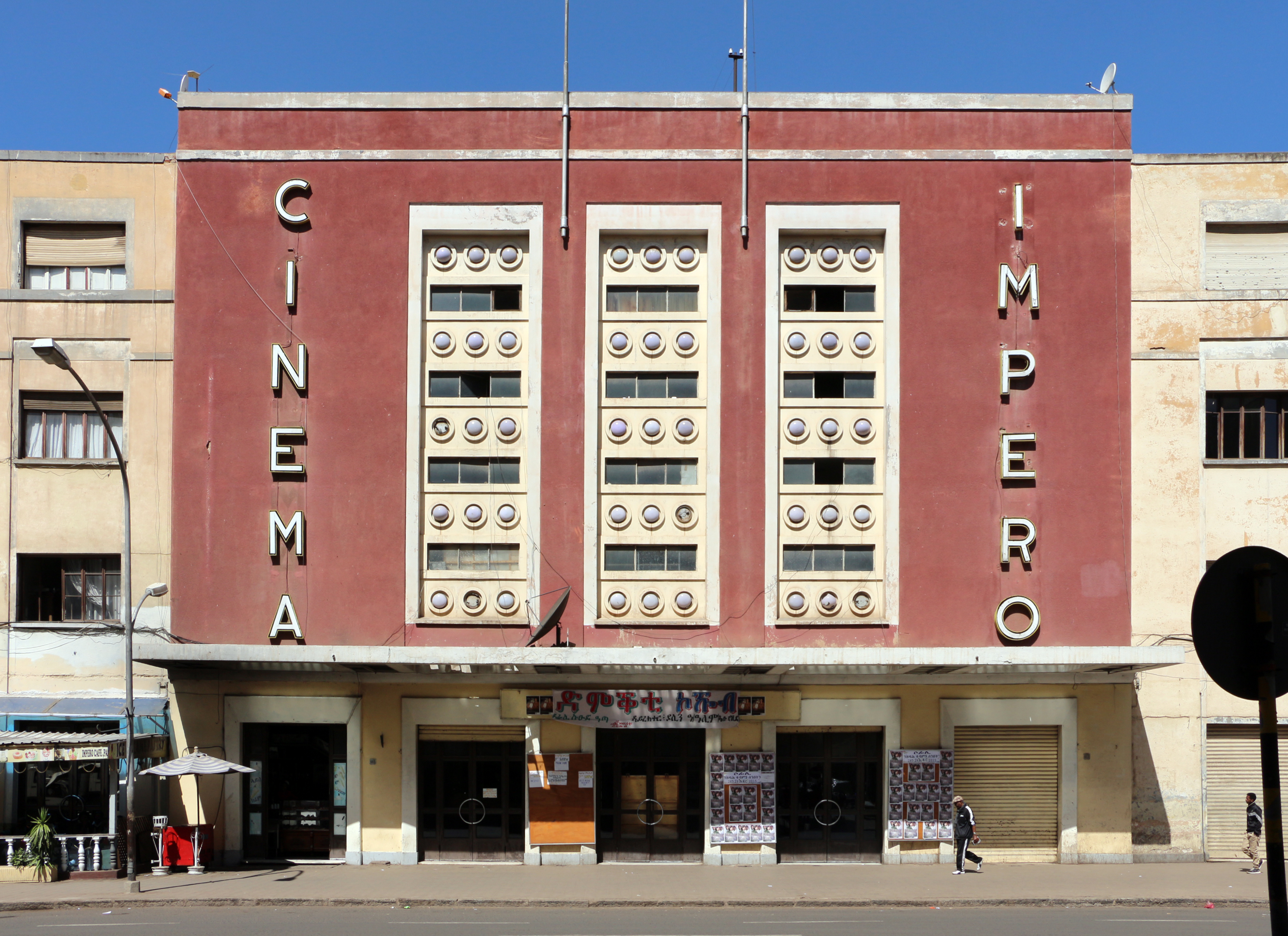
Cinema Impero.
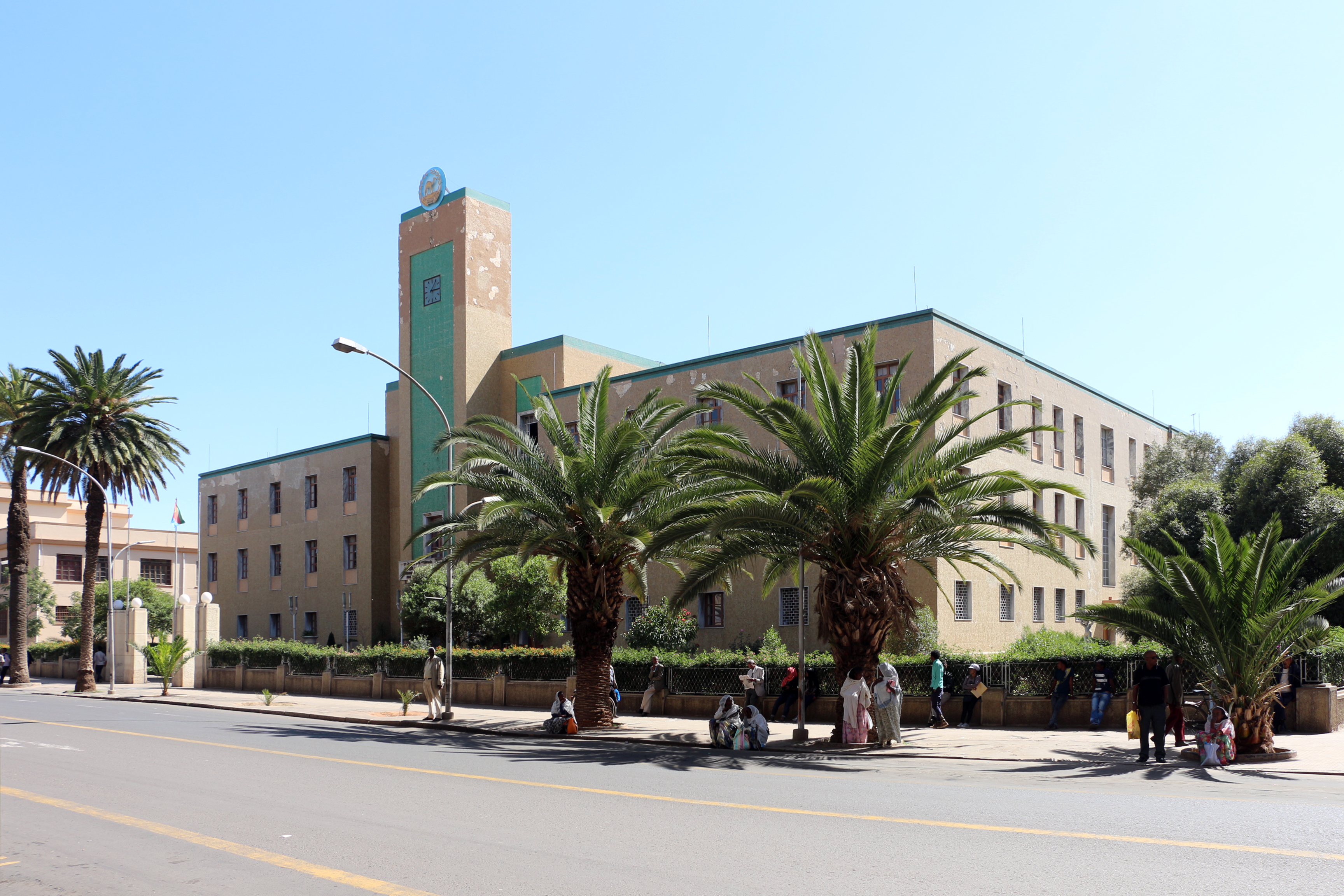
Ayuntamiento de Asmara.
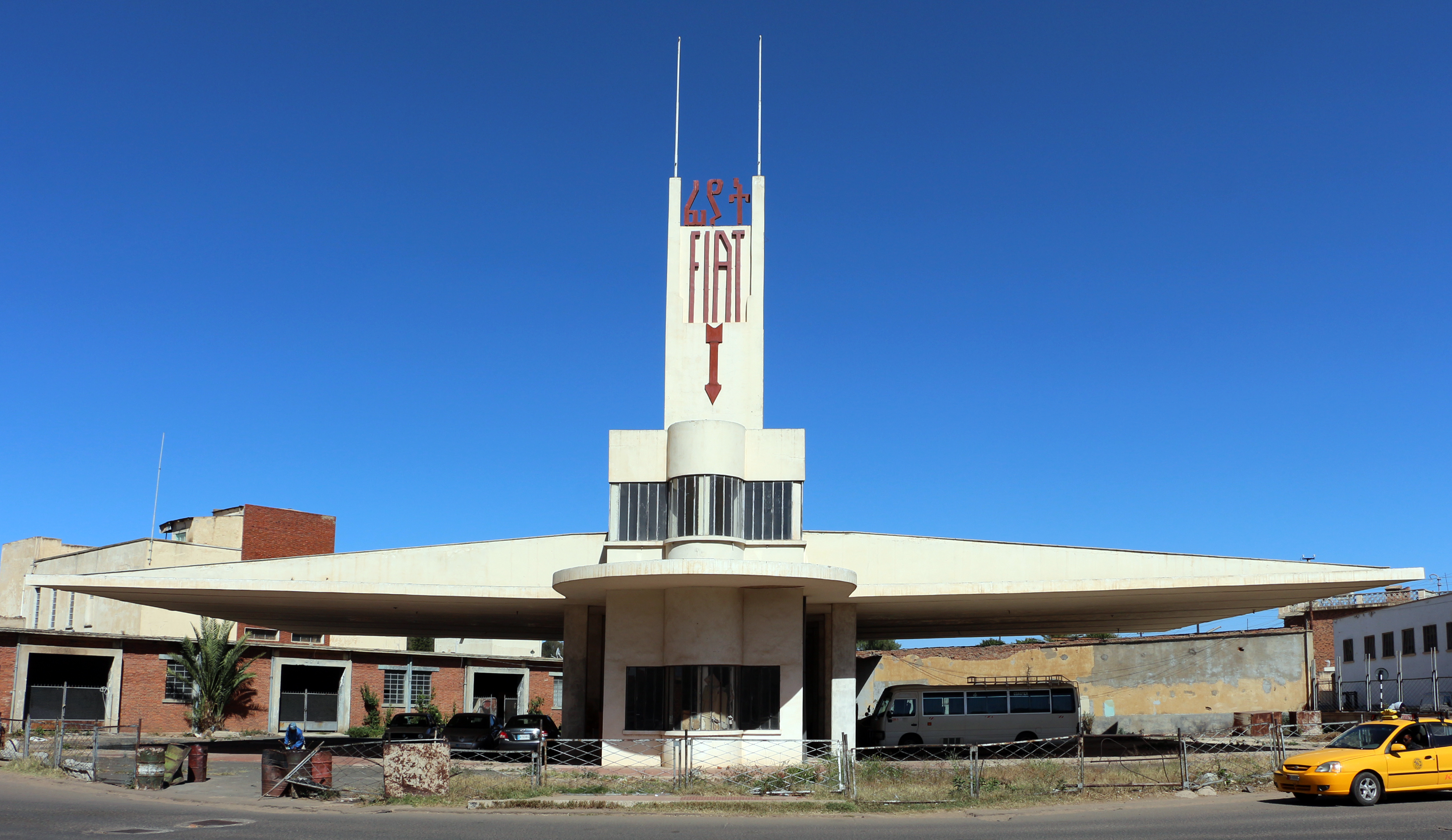
Fiat Tagliero.